# جاكي فيشر
جاكي فيشر (بالإنجليزية: Jackie Fisher)‏ (4 أغسطس 1897 في المملكة المتحدة - 1954) هو لاعب كرة قدم بريطاني (وحمل سابقاً جنسية المملكة المتحدة لبريطانيا العظمى وأيرلندا) في مركز الوسط. لعب مع نادي بيرنلي ونادي تشيسترفيلد ولينكولن سيتي أف سي ونادي مانسفيلد تاون.